# Hundwil
Hundwil (toponimo tedesco) è un comune svizzero di 956 abitanti del Canton Appenzello Esterno.

## Storia
Dal territorio di Hundwil nel 1749 fu scorporata la località di Stein, divenuta comune autonomo.

## Monumenti e luoghi d'interesse

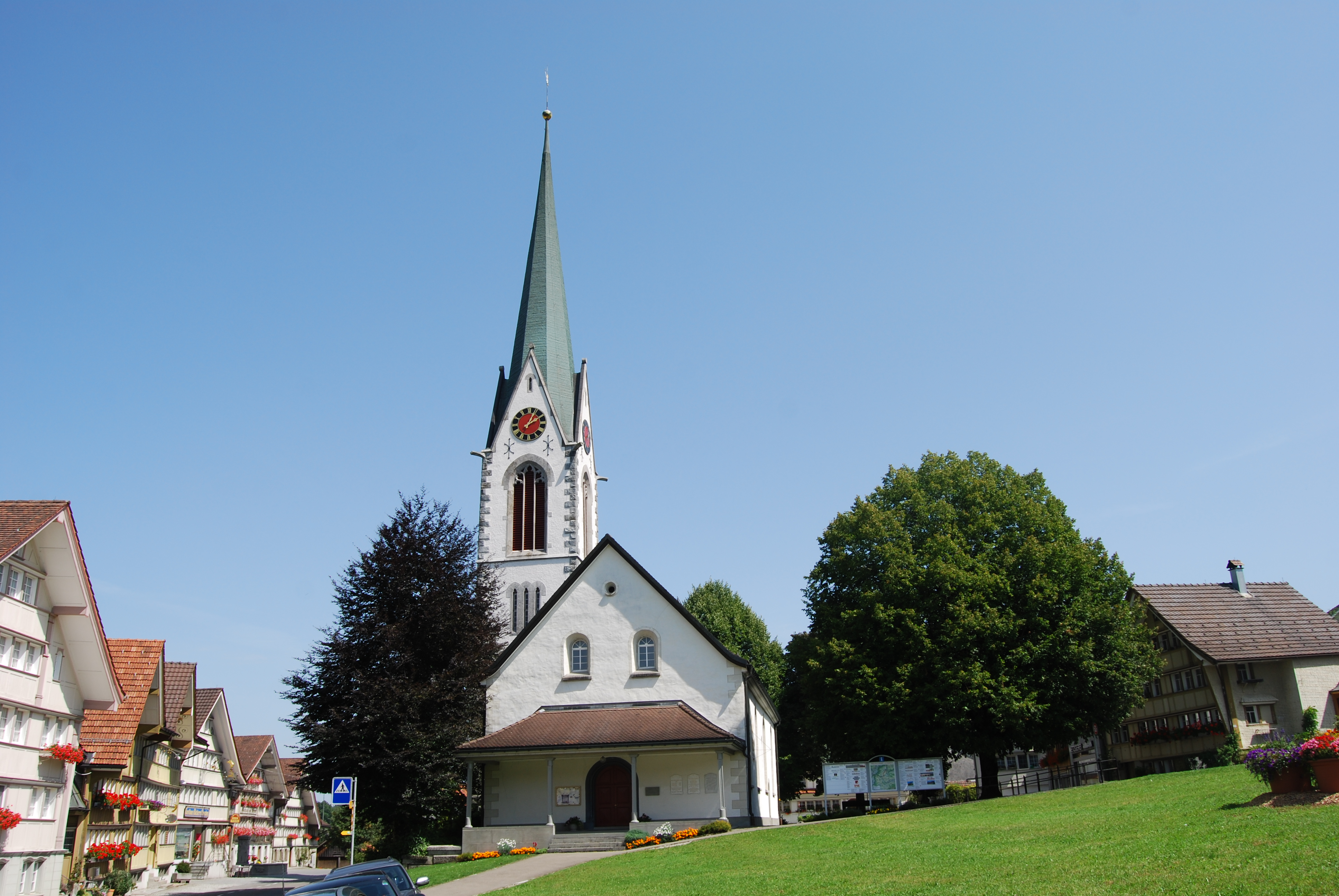
La chiesa riformata

- Chiesa riformata (già di San Martino), attestata dal 1297[1].

## Società

### Evoluzione demografica
L'evoluzione demografica è riportata nella seguente tabella (fino al 1734 con Stein):
Abitanti censiti

## Amministrazione
Ogni famiglia originaria del luogo fa parte del cosiddetto comune patriziale e ha la responsabilità della manutenzione di ogni bene ricadente all'interno dei confini del comune.